# روني موريس
روني موريس (بالإنجليزية: Ronnie Morris)‏ (25 سبتمبر 1970 ببرمنغهام في المملكة المتحدة - ) هو لاعب كرة قدم بريطاني في مركز جناح ‏. لعب مع برمنغهام سيتي وRedditch United F.C. ‏.